# Euphronia
Euphronia Mart. è un genere di piante angiosperme dell'ordine Malpighiales, unico genere della famiglia Euphroniaceae Marc.-Berti.

## Tassonomia
Il genere comprende le seguenti specie:
- Euphronia acuminatissima Steyerm.
- Euphronia guianensis (R.H.Schomb.) Hallier f.
- Euphronia hirtelloides Mart. & Zucc.